# Capucine Delaby
Capucine Delaby est une actrice française.

## Biographie

### Formation
- 2008-2011 : Method Acting avec Robert Castle (Professeur au Lee Strasberg Institute de NY)
- 2010 : American Mime et la méthode Stanislavski avec Keith Berger

## Filmographie

### Cinéma
- 2014 : "?" de Mathieu Tonetti et Bianca Benloukil
- 2014 : Entre-deux de Franchin Don
- 2011 : Gerry de Alain DesRochers :  Françoise Faraldo[1]
- 2009 : Du soufre à l'encens, les sentiments de Renaud Lefèvre (CM)
- 2009 : Purple haze de Stanislas Marsil et Stanislas Coppin (CM)

### Télévision
- 2014 : Résistance de Miguel Courtois
- 2013 : Vaugand de  Charlotte Brandström
- 2013 : Odysseus de Stéphane Giusti (série TV) :  Nausicaa
- 2010 : Fais pas ci, fais pas ça de Laurent Dusseaux
- 2008 : Joséphine ange gardien
- 2008 : Un souvenir de Jacques Renard
- 2008 : Cinq Sœurs de Philippe Proteau et Didier Albert
- 2005 : Toilet zone de Olivier Baroux

### Clips vidéo
- 2014 : Here we go again de Singtank - Réalisateur : Fiona Godivier
- 2013 : Winter in the sun de Hypnolove - Réalisateur : Mathieu Tonetti & Bianca Benloukil
- 2012 :  Pépito Bleu de Sébastien Tellier - Réalisateur : Mathieu Tonetti & Sanghon Kim

## Théâtre
- 2013 :  Dis moi oui! - Mise en scène d'Éric Laugérias - Théâtre des Mathurins  (Paris)

## Doublage

### Cinéma
- Sophie Cookson dans : 
  - Kingsman : Services secrets (2015) : Roxanne « Roxy » Morton / Lancelot
  - Kingsman : Le Cercle d'or (2017) : Roxanne « Roxy » Morton / Lancelot
- 2014 : Une merveilleuse histoire du temps : Jane Wilde Hawking (Felicity Jones)
- 2015 : Docteur Frankenstein : Lorelei (Jessica Brown Findlay)
- 2015 : Mission impossible : Rogue Nation : ? ( ? )